# دراسات التراث الشعبي
دراسات التراث الشعبي أو دراسات الفلكلور (بالإنجليزية: Folklore studies)، والمعروفة أيضًا بالتراث الشعبييات (بالإنجليزية: folkloristics)، ويُشار إليها في المملكة المتحدة أحيانًا باسم دراسات التراث أو دراسات الحياة الشعبية. التخصص الأكاديمي الرسمي المكرّس لدراسة التراث الشعبي. أصبح هذا المصطلح -إلى جانب مرادفاته- رائجًا في خمسينيات القرن العشرين للتمييز بين الدراسة الأكاديمية للثقافة التقليدية عن النتاج الثقافي الشعبي نفسه. نشأت كمجال دراسي في كل من أوروبا وأمريكا الشمالية، بالتنسيق مع فولكسكونده (بالألمانية: Volkskunde)، وفولكيمينر (بالنرويجية: folkeminner)، وفولكمينن (بالسويدية: folkminnen) وغيرها.

## نظرة عامة
جرى الاعتراف بأهمية دراسات التراث الشعبي على الصعيد العالمي عام 1982 في وثيقة اليونسكو «توصية صون الثقافة التقليدية والتراث الشعبي». نشرت اليونسكو من جديد عام 2003 اتفاقية صون التراث الثقافي غير المادي. وبالتوازي مع هذه البيانات العالمية، تضمن قانون الحفاظ على الحياة الشعبية الأميركية (القانون العام 94-201)  الصادر عن كونغرس الولايات المتحدة بالتزامن مع الاحتفال بالذكرى المئوية الثانية في عام 1976 تعريفًا للفولكلور، الذي سُميَّ أيضًا فولكلايف (الحياة الشعبية): 
 «... [فولكلايف] تعني الثقافة التعبيرية التقليدية المشتركة بين مختلف المجموعات في الولايات المتحدة: الأسرية والإثنية والمهنية والدينية والإقليمية؛ وتشمل الثقافة التعبيرية مجموعة واسعة من النماذج الإبداعية والرمزية مثل العرف والمعتقد والمهارة الفنية واللغة والأدب والفنون والهندسة المعمارية والموسيقى واللعب والرقص والدراما والطقوس والمهرجانات والحرف اليدوية؛ وهذه التعبيرات اكتُسبت بصورة رئيسية شفهيًا إما بالمحاكاة أو في الأداء، وتُحفظ عمومًا دون اللجوء إلى التعليم الرسمي أو التوجيه المؤسسي» 
 أضيف هذا القانون إلى مجموعة التشريعات الأخرى الرامية لحماية التراث الطبيعي والثقافي للولايات المتحدة. يمنح القانون صوتًا للإدراك المتزايد بأن التنوع الثقافي للولايات المتحدة هو قوة وطنية وأداة جديرة بالحماية.
لفهم مصطلح دراسات التراث الشعبي فهماً كاملاً، من الضروري إيضاح الأجزاء المكونة له وهما: المصطلحان فولك (قوم) و لور (تقاليد). كانت كلمة فولك في الأصل لا تنطبق إلا الريفيين الفقراء تارةً والقرويين الأميّين تارةً أخرى. إن التعريف الأكثر معاصرة لمصطلح فولك هو مجموعة اجتماعية تضم شخصين أو أكثر ذوي سمات مشتركة، يعبرون عن هويتهم المشتركة من خلال تقاليد مميزة. «فولك مفهوم مرن يمكن أن يشير إلى أمة كما في التراث الشعبي الأمريكي أو إلى أسرة واحدة كما في التراث الشعبي العائلي». هذا التعريف الاجتماعي الموسع لكلمة فولك يدعم رؤية أوسع للمواد التي تعتبر من نتاج التراث الشعبي. تشمل هذه المواد حاليًا «الأشياء التي يؤديها الناس بكلماتهم (التقاليد الشفوية)، والأشياء التي يصنعونها بأيديهم (التقاليد المادية) والأشياء التي يؤدونها بأنشطتهم (التقاليد العرفية)». يدرس علماء التراث الشعبي النتاج التقليدي لمجموعة ما، ويدرسون المجموعات التي تُتَوارث فيها هذه الأعراف والتقاليد والمعتقدات.
يُعد توارث هذا النتاج جزءًا حيويًا من سير عملية التراث الشعبي. وبدون إيصال هذه المعتقدات والأعراف داخل المجموعة عبر المكان والزمان، ستصبح هذه المعتقدات والأعراف الثقافية مجرد شذرات ثقافية محصورة بعلماء الآثار. وما زال هذا النتاج الثقافي الشعبي مستمر بالتوارث بصورة غير رسمية داخل المجموعة كقاعدة مجهولة الهوية ودائمًا عبر أشكال متعددة. فالجماعة الشعبية ليست فردانية إنما مجتمعية وتغذي تقاليدها في المجتمع. وهذا يتناقض تناقضًا مباشرًا مع الثقافة العالية، حيث يخضع أي عمل فردي لفنان معروف للحماية بموجب قانون حقوق النشر.
يسعى علماء التراث الشعبي إلى فهم دلالة هذه المعتقدات والأعراف والأشياء للمجموعة. فالتراث الشعبي يحمل معنى ما – لراوي القصص ولمغني الأغنية، ولعازف الكمان الشعبي وإلى جمهور المستمعين أو المخاطَبين». هذه الوحدات الثقافية  لن يتم توارثها إلا إذا كانت تحوي في طيّاتها بعض الأهمية المستمرة داخل المجموعة. لكن هذا المعنى قد يتبدل ويتحول إلى شكل آخر.

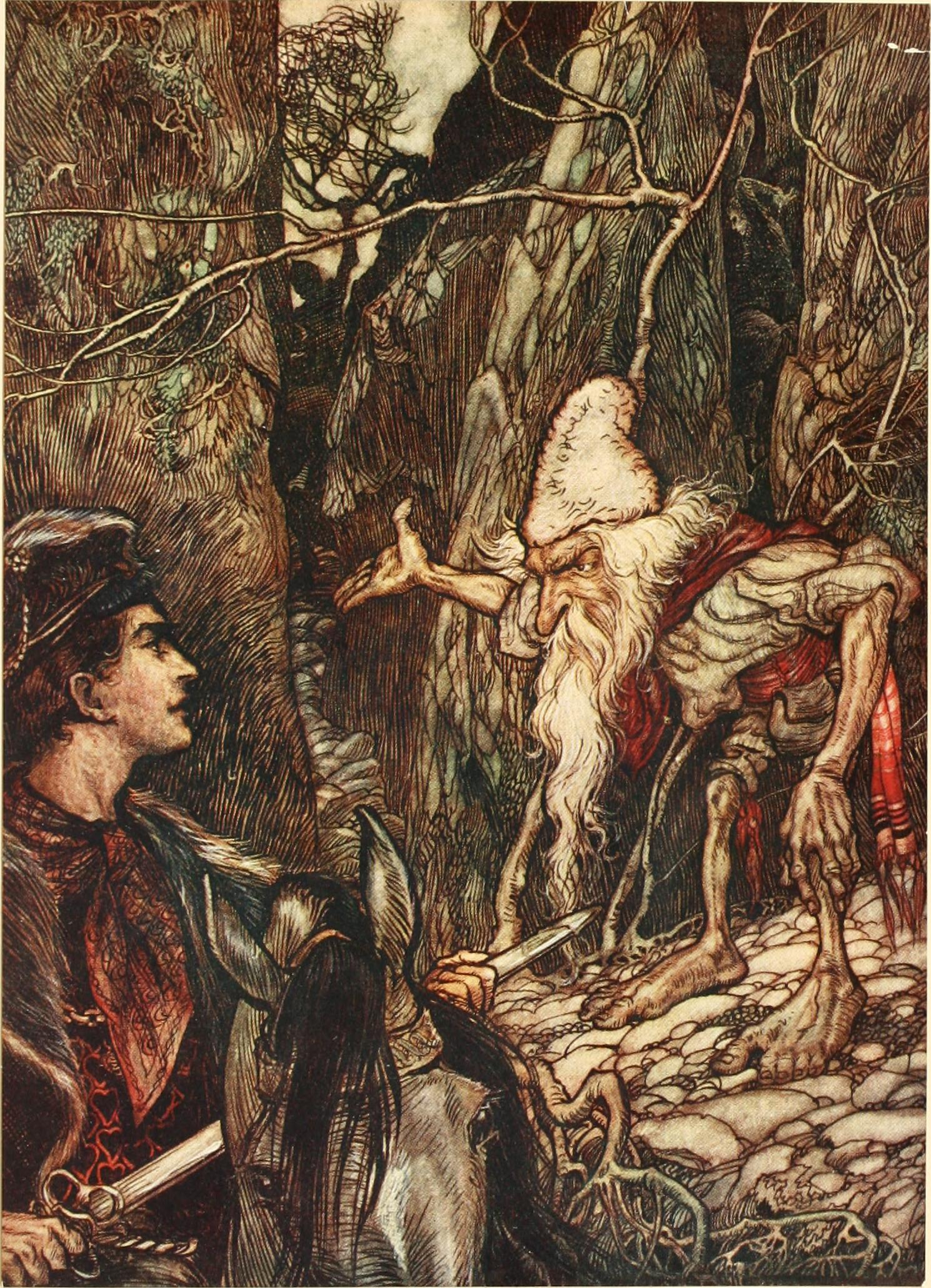
الأخوان جريم (1916)

مع التطور النظري المتزايد للعلوم الاجتماعية، أصبح من الواضح أن التراث الشعبيهو عنصر طبيعي وضروري ضمن أي مجموعة اجتماعية، بل هو في الواقع يلفّ بنا جميعًا. ليس بالضرورة أن يكون قديمًا أو عتيقًا. يستمر بالتشكل والتوارث ويمكن استخدامه ضمن أي مجموعة للتمييز بين «نحن» و«هم». تمتلك جميع الثقافات فولكلورًا فريدًا خاصًا بها، ويتعين على كل ثقافة تطوير وتحسين تقنيات ووسائل دراسات التراث الشعبي الأكثر فعالية في تحديد ودراسة ثقافتها الخاصة. كتخصص أكاديمي، تمتد دراسات التراث الشعبي على مساحة بين العلوم الاجتماعية والعلوم الإنسانية. لم يكن الحال هكذا دائمًا. نشأت دراسة التراث الشعبي في أوروبا في النصف الأول من القرن التاسع عشر مع التركيز على التراث الشعبي الشفوي لسكان الريف القرويين. تُعتبر مجموعة «حكايا خرافية للأطفال من ألمانيا» (بالألمانية Kinder- und Hausmärchen) بقلم الأخوين غريم (نشرت لأول مرة 1812) المجموعة المعروفة الوحيدة على الإطلاق من التراث الشعبي الشفوي للقرويين الأوروبيين. استمر هذا الاهتمام بالقصص والأمثال والأغاني، أي بمعنى آخر التقاليد الشفوية، طوال القرن التاسع عشر، وقام بمواءمة علم دراسات التراث الشعبي الوليد حديثًا مع الأدب والميثولوجيا. ومع دخول القرن العشرين، استمر علماء التراث الشعبي الأوروبيون بالتركيز على التراث الشعبي الشفوي للسكان القرويين المتجانسين في مناطقهم، بينما اختار علماء التراث الشعبي الأميركيون -بقيادة فرانز بواس- أن يتناولوا ثقافات الشعوب الأصيلة في الأمريكتين في أبحاثهم وأدرجوا مجمل أعرافهم ومعتقداتهم بصفتها فولكلورًا. واءم هذا التمييز بين دراسات التراث الشعبي الأمريكية والأنثروبولوجيا الثقافية وعلم الأعراق نتيجة استخدام تقنيات جمع البيانات ذاتها في أبحاثها الميدانية. وهذا التحالف المنقسم لدراسات التراث الشعبي بين العلوم الإنسانية والعلوم الاجتماعية يوفر ثروة من النقاط النظرية المثالية وأدوات البحث في مجال دراسات التراث الشعبي كلًا، رغم استمراره بكونه موضع نقاش داخل الميدان نفسه.
التراث الشعبي العام هو فرع جديد نسبيًا من دراسات التراث الشعبي؛ بدأ بعد الحرب العالمية الثانية، ونمذج نفسه بناءً على العمل الفريد لآلان لوماكس وبنجامين أ. بوتكن في ثلاثينات القرن العشرين، والذي ركز على التراث الشعبي التطبيقي. ويعمل علماء التراث الشعبي العام على توثيق وحفظ وعرض معتقدات وأعراف الجماعات الثقافية المتنوعة في منطقتها الخاصة. هذه المواقع غالبًا ما تكون تابعة للمتاحف والمكتبات ومنظمات الفنون والمدارس العامة والمجتمعات التاريخية وما إلى ذلك. أشهر هذه المواقع هو مركز الحياة الشعبية الأمريكية التابع لمؤسسة سميثسونيان، بالإضافة إلى مهرجان سميثسونيان للحياة الشعبية الذي يقام كل صيف في واشنطن العاصمة. يتميز التراث الشعبي العام عن التراث الشعبي الأكاديمي الذي تدعمه الجامعات، بأن التجميع والبحث والتحليل هي أهدافًا أساسية.

## التاريخ

### تاريخ عبر العصور

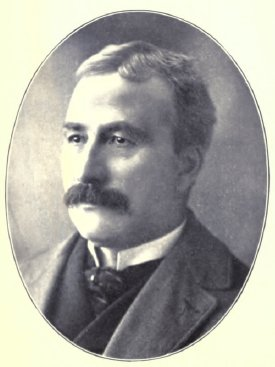
وليام جون توماس

أول من صاغ مصطلح الفولكلور هو الإنجليزي ويليام توماس عام 1846. صاغها لاستخدامها في مقاله له نشرت في 22 أغسطس 1846. صاغ الكلمة لإظهار تركيز التخصص على مجموعه فرعية من السكان: الفلاحون ومعظمهم كان أميين. دعاء توماس لتوثيق الآثار وكان يردد أصداء العلماء الآخرين لحفظ التراث الشفهي التي كانت لا تزال مزدهره بها. في ألمانيا نشر الإخوان غريم كتابهم الأول الذي يضم الكثير من القصص التراثية القديمة في عام 1812. واستمروا طوال حياتهم لجمع الحكايات الألمانية الشعبية لوضعها في كتابهم وحفظها من الزوال. وفي الدول الاسكندنافية كان المثقفون يبحثون عن جذورهم التوتونيه الأصيلة ووصفوا دراستهم بالفولكمايندي. أيضا كان هناك الكثير من الجامعيين المبكرين في جميع أنحاء أروبا وأمريكا. كتوماس كروكر نشر حكايات خرافيه عن جنوب إيرلندا، وقام أيضا بتوثيق عادات الحماسة والجنائية. واشتهر إلياس لونروت بمجموعته من القصائد الفنلندية الملحمية المنشورة تحت عنوان كاليفالا. ونشر جون فانينج واتسون في الولايات المتحدة "حوليات فيلادلفيا.
خلال العصر التاسع العشر الميلادي واجهت أروبا ازدهار حضاري واصطناعي وارتفع أعداد المتعلمين. المختصين بدراسة الفلكلور كانوا مهتمين كثيرا بالمعرفة والمعتقدات الشفهية التي لم تسجل في الورق من قبل بل توارثتها الأجيال بالكلام. قاموا بدراستها وتسجيلها خوفا من ضياعها بسبب معرفتهم بأهميتها لبقاء هويتهم. كالقصص والمعتقدات والعادات المرتبطه بجذورهم وتاريخهم. تماشى هذا التفكير مع صعود القومية عبر أوروبا. قد رأى بعض الفلكلوريين البريطانيين، ان بدلا من رثاء على ما ضاع أو على محاولة الحفاظ على الثقافات الريفية أو ما قبل الصناعية، رآو عملهم كوسيلة لتعزيز التصنيع والعقلانية العلمية.
عندما أصبحت الحاجة إلى جمع هذه الآثار من التقاليد الريفية أكثر إلحاحًا، أصبحت الحاجة إلى إضفاء الطابع الرسمي على هذا المجال الجديد للدراسات الثقافية واضحًا. تأسست جمعية التراث الشعبي البريطانية في عام 1878 وتم تأسيس جمعية الفلكلور الأمريكية بعد عقد من الزمن. كانت هذه اثنتين فقط من عدد كبير من الجمعيات الأكاديمية التي تأسست في النصف الأخير من القرن التاسع عشر من قبل أعضاء مثقفين من الطبقة المتوسطة الناشئة. أصبح التراث الشعبي مقياسًا لتقدم المجتمع، وإلى أي مدى انتقل إلى الحاضر الصناعي وابتعد عن الماضي الذي اتسم بالفقر والأمية والخرافات. كانت مهمة كل من المختصين المحترفين والهواة في مطلع القرن العشرين هي جمع وتصنيف القطع الأثرية الثقافية من المناطق الريفية ما قبل الصناعة.
نظرًا لكونها جزءًا من ثقافة ما قبل معرفة القراءة والكتابة، فقد تم جمع هذه القصص والأشياء دون أي سياق لعرضها ودراستها في المتاحف والمعارض، تمامًا كما تم جمع العظام والأواني الفخارية لعلوم الحياة. كان كارلي كرون وأنتي آرني جامعين نشيطين للشعر الشعبي في فنلندا. اشتهر الأسكتلندي أندرو لانغ بمجلداته الـ 25 من كتب أندرو لانغ الجنية التي نشرها بجميع أنحاء العالم. كان فرانسيس جيمس تشايلد أكاديميًا أمريكيًا قد قام بجمع القصص الشعبية الإنجليزية والأسكتلندية  والنسخ الأمريكية منها تحت آسم Child Balled.  
في الولايات المتحدة، اعتمد كل من مارك توين وواشنطن ايرفينغ على التراث الشعبي لكتابة قصصهم. كان صموئيل كليمنس أيضًا عضوًا في جمعية الفنون الشعبية الأمريكية.

### ما بعد الحرب العالمية الثانية
في أعقاب الحرب العالمية الثانية، استمر النقاش حول ما إذا كان ينبغي  دراسات التراث الشعبي الاستمرار مع الأدب أو الإثنولوجيا. ضمن هذا النقاش، كانت العديد من الأصوات تحاول بنشاط تحديد النهج الأمثل لتأخذ في تحليل القطع الأثرية التراث الشعبيية. لقد اقترح فرانز بواس تغييرًا رئيسيًا واحدًا. الثقافة لم تعد ينظر إليها من الناحية التطورية فقط. كل ثقافة لها هوية كمال. يجب أن يكون للفنون الفردية معنى داخل الثقافة وللأفراد أنفسهم من أجل تحمل الأهمية الثقافية وضمان استمرار التوارث. نظرًا لأن حركة التراث الشعبي الأوروبي كانت موجهة أساسًا نحو التقاليد الشفهية، فقد تم تقديم مصطلح جديد هو «الحياة الشعبية» لتمثيل النطاق الكامل للثقافة التقليدية. وشمل ذلك الموسيقى، والرقص، ورواية القصص، والحرف، والأزياء، وفنون الطبخ المآكولات الشعبية، وغير ذلك الكثير.
يحدث التراث الشعبي حدثًا في سياق معيّن، لجمهور محدد، باستخدام الفنون الشعبية كدعائم ضرورية في التواصل بين التقاليد بين الأفراد وداخل المجموعات. ابتداءً من السبعينيات، أصبحت هذه المجالات الجديدة لدراسات التراث الشعبي موضحة في دراسات الأداء، حيث يتم تقييم السلوكيات التقليدية وفهمها في سياق أدائها. هذا هو المعنى داخل المجموعة الاجتماعية الذي يصبح محط اهتمام هؤلاء الفلكلوريين، وفي مقدمتهم ريتشارد بومان  وباربرا كيرشنبلات-جيمبليت . تضمين أي أداء هو إطار يشير إلى أن ما يلي هو شيء خارج التواصل العادي. على سبيل المثال، «إذن، هل سمعت الشخص ...»، يقوم تلقائيًا بوضع علامة على ما يلي كمزحة. يمكن أن يحدث الأداء إما ضمن مجموعة ثقافية، مما يعيد التكرار ويعيد فرض عادات المجموعة ومعتقداتها. أو يمكن أن يكون أداء لمجموعة خارجية، يكون فيها الهدف الأول هو تمييز الفنان عن الجمهور.
فهم أداء التراث الشعبي كتواصل يؤدي مباشرة إلى النظرية اللغوية الحديثة ودراسات الاتصال. الكلمات تعكس وتشكل نظرتنا للعالم. توفر التقاليد الشفوية، وخاصة في استقرارها على مر الأجيال والقرون، فهي تقدم نظرة ثاقبة عن الطرق التي يرى بها أصحاب الثقافة لثقافتهم لفهمها ثم التعبير عن استجاباتهم للعالم من حولهم. 

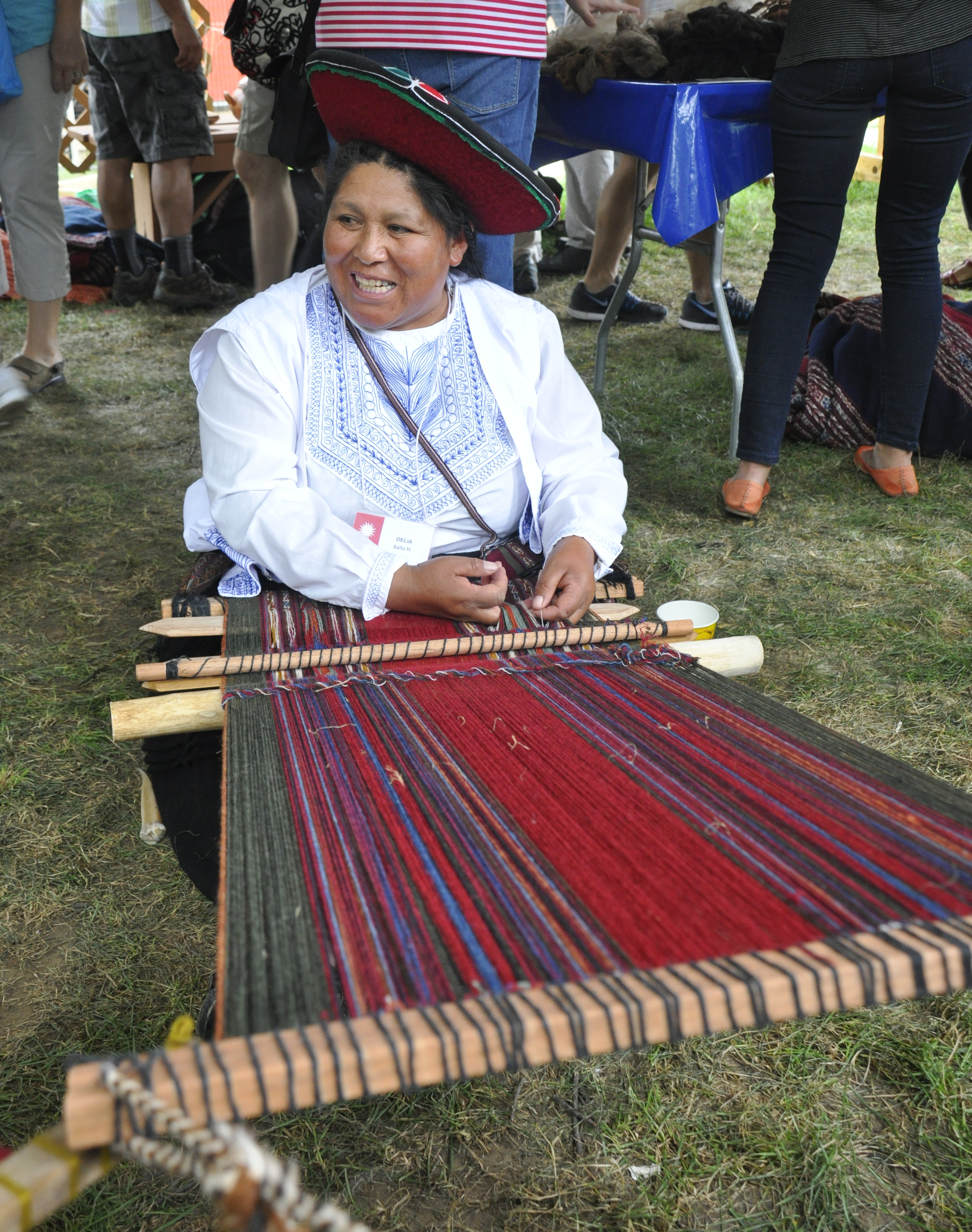
2015 مهرجان سميثسونيان للحياة الشعبية

خلال النصف الثاني من القرن العشرين تم تطوير ثلاثة مناهج رئيسية لتفسير التراث الشعبي. الدراسات الهيكلية للفولكلور، تحاول تحديد الهياكل الأساسية للفولكلور الشفهي والعرفي.  بمجرد تصنيفها، كان من السهل أن يتم تجاهل القضية الرئيسية: ما هي الخصائص التي تحافظ على التراث الشعبي الشفوي عبر أجيال متعددة بشكل ثابت؟ ظهرت طليعة المهنة في دراسات التراث الشعبي بعد الحرب العالمية الثانية؛ كمتحدث، صاغ ويليام باسكوم  اربع وظائف للفولكلور. يستخدم هذا النهج طريقة من أعلى إلى أسفل للفهم والتعبير عن مدى ملاءمة شكل معين للتعبير عن المعنى داخل الثقافة ككل والتعبير عنها. ووفقًا لكل طريقة من هذه الطرق وأي طريقة أخرى قد يرغب الفرد في استخدامها (سياسيا، قضايا المرأة، الثقافة المادية، السياقات الحضرية، نص غير لفظي، الوحي غير المحدود)، سوف يسلط الضوء علي بعض من مميزات المنظور وترك باقي الميزات خلف الأضواء.
مع مرور عام 1976 على قانون الحفاظ على الحياة الشعبية الأمريكية، أصبحت دراسات التراث الشعبي في الولايات المتحدة قديمة. يتبع هذا التشريع خطوات التشريعات الأخرى المصممة لحماية الجوانب المادية من التراث الوطني الجدير بالحماية. يمثل هذا القانون أيضًا تحولًا في الوعي الوطني؛ إنه يعبر عن الفهم الوطني بأن التنوع داخل البلد هو سمة موحدة، وليس شيئًا يفصلنا. وليس شيئًا يفصلنا. [58] "لم نعد نعتبر الفرق الثقافي مشكلة يجب حلها، ولكن كفرصة هائلة. في تنوع الحياة الشعبية الأمريكية، نجد سوقًا يعج بمختلف الأشكال التقليدية والأفكار الثقافية، وهو مورد غني الأمريكيون.“  يتم الاحتفال بهذا التنوع سنويًا في مهرجان سميثسونيان للحياة الشعبية والعديد من مهرجانات الحياة الشعبية الأخرى في جميع أنحاء البلاد.

## دراسات التراث الشعبي حول العالم

### دراسات التراث الشعبي والقومية في تركيا

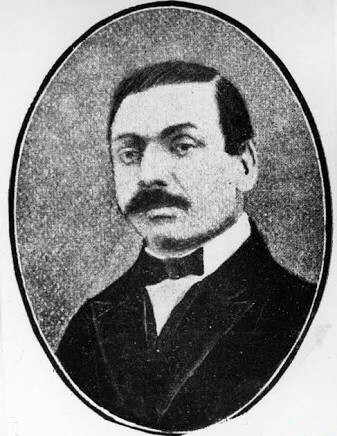
سيناسي بوزالتي
في النصف الثاني من القرن التاسع عشر في تركيا ظهرت شرارة اهتمام بالدراسات الفلكورية نتيجة اختيار لغة وطنية. تألفت لغتهم من المفردات والقواعد النحوية من اللغة العربية والفارسية. وعلى الرغم من أن المثقفين العثمانيين لم يتأثروا بفجوة التواصل، في عام 1839، لكن المنظمة الإصلاحية غيرت في الأدب العثماني. لاحظ الجيل جديد من الكتاب الذين لديهم اتصال بالغرب، وخاصة فرنسا، أهمية الأدب ودوره في تطوير المؤسسات. باتباع النماذج التي وضعها الغربيون، عاد الجيل الجديد من الكتاب إلى تركيا حيث جلبوا أيديولوجيات الروايات والقصص القصيرة والمسرحيات والصحافة معهم. تم تعيين هذه الأشكال الجديدة من الأدب لتنوير شعب تركيا، مما يؤثر على التغيير السياسي والاجتماعي داخل البلاد. ومع ذلك، فإن قلة الفهم للغة كتاباتهم حدت من نجاحهم في تفعيل التغيير.
باستخدام لغة «عامية» تجمع الناس من كل الطبقات لكتابة الأدب، فبها اثر سيناسي على الكُتاب الآخرين لجعل الناس يهتمون بالأدب الشعبي. في عام 1859 كتب الكاتب سيناسي بوزالتي مسرحية بلغة بسيطة بما يكفي ليفهما الجمهور. فأنتج في وقت لاحق مجموعة من أربعة آلاف من الأمثال الشعبية. فبدا العديد من الشعراء والكتاب الآخرين في جميع أنحاء الأمة التركية الانضمام إلى الحركة بما في ذلك أحمد مدحت أفندي الذي ألف قصصًا قصيرة بناءً على الأمثال التي كتبها سيناسي. هذه القصص القصيرة، مثل العديد من القصص الشعبية اليوم، كانت تهدف إلى تعليم الدروس الأخلاقية لقرائها.

## القرن الحادي والعشرين
مع تقدم العصر الرقمي، ظهر السؤال مرة أخرى فيما يتعلق بأهمية الفنون الشعبية في هذا القرن الجديد. على الرغم من نمو المهن الشعبية وتكاثر المقالات والكتب حول مواضيع هذه المواضيع، إلا أن الدور التقليدي المختص في الدراسات الفلكورية يتغير بالفعل.

### العولمة
باستثناء الدول الهندية الأولى، فقد جاء الجميع من أمكنة مختلفة فسميت أمريكا بأرض المهاجرين. الأمريكيون فخورون بتنوعهم الثقافي. بالنسبة إلى التراث الشعبيية، تمثل هذه البلاد مجموعة من الثقافات التي تختلط مع بعضها البعض، وتتوافق مع مجموعات مثيرة مع ظهور أجيال جديدة. في دراسة الحياة الشعبية الخاصة بهم، نبدأ في فهم الأنماط الثقافية الكامنة وراء المجموعات العرقية المختلفة. توفر اللغة والعادات نظره موسعة لرؤيتهم للواقع. «لا تزال دراسة وجهات النظر العالمية المتفاوتة بين المجموعات العرقية والقومية في أمريكا واحدة من أهم المهام غير المكتملة للباحثين التراث الشعبييين وعلماء الأنثروبولوجيا.»
بالرغم من القلق المنتشر إلا أن ننا لا نشهد خسارة في التنوع وزيادة التجانس الثقافي في جميع أنحاء الأرض. في الواقع، يشير منتقدو هذه النظرية إلى أنه مع تمازج الثقافات المختلفة، يصبح المشهد الثقافي متعدد الأوجه مع تداخل الأعراف. يتعرف الناس على الثقافات الأخرى ويقومون باختيار عناصر مختلفة واختيارها لتبنيها من بعضهم البعض.
في بدايات سبعينيات قدمت جمعية التراث الشعبي الأمريكية، قطاع عام يعمل فيه مختصين للفلكلور؛ يعملون بالمتاحف والمراكز الثقافية لتحديد وتوثيق الثقافات الشعبية والفنانين الشعبيين في منطقتهم. ويقدمون أيضا معارض للفنانين المحليين لترفيه وتعليم الزوار عن مختلف الأعراق. ويشارك التراث الشعبييون العامون بشكل متزايد في مشاريع التنمية الاقتصادية والمجتمعية لتوضيح وجهات نظر العالم المختلفة للفئات الاجتماعية المتأثرة بالمشاريع.

## التراث الشعبييون البارزون
للحصول على قائمة بأبرز الفنانين الشعبيين، انتقل إلى قائمة الفئات.

## النظريات والأساليب المرتبطة
- تراث ثقافي
- حتمية جغرافية
- علم الأعراق
- Ethnopoetics, a method of recording text versions of oral poetry or narrative performances (i.e., verbal lore)
- وظائفية (فلسفة)
- محاكاة (فن)
- دراسات الأداء
- القومية الرومانسية
- Social Evolution
- بنيوية
- Museum folklore

## اقتباسات
1. ↑  Strange، Sharan (1996). "Ash". Callaloo. ج. 19 ع. 2: 286–286. DOI:10.1353/cal.1996.0082. ISSN:1080-6512. مؤرشف من الأصل في 2020-04-10.
2. ↑  "Recommendation on the Safeguarding of Traditional Culture and Folklore: UNESCO". portal.unesco.org. مؤرشف من الأصل في 2020-03-13. اطلع عليه بتاريخ 2020-03-13.
3. ↑  "Public Law 94-201 (The Creation of the American Folklife Center, Library of Congress)". www.loc.gov. مؤرشف من الأصل في 2020-01-24. اطلع عليه بتاريخ 2020-03-13.
4. ↑  de Caro، Frank؛ Hufford، Mary (1991). "Cultural Conservation: The Conference". The Journal of American Folklore. ج. 104 ع. 411: 85. DOI:10.2307/541137. ISSN:0021-8715. مؤرشف من الأصل في 2020-03-13.
5. ↑  (Dundes 1969)
6. ↑  (Wilson 2006)
7. ↑  (Dundes 2007a)
8. ↑  (Dundes 1972)
9. 1 2  (Sims 2005)
10. 1 2 3  (Hufford 1991)
11. ↑  (Zumwalt 1988)
12. ↑  Hamling، J. G. (1908-01). "North Devon Athenæum: Gift of the Partridge Collection". Geological Magazine. ج. 5 ع. 1: 45–45. DOI:10.1017/s001675680013715x. ISSN:0016-7568. مؤرشف من الأصل في 2020-03-13. {{استشهاد بدورية محكمة}}: تحقق من التاريخ في: |تاريخ= (مساعدة)
13. 1 2  Sims، Christopher A. (2005). "Commentary". Review. ج. 87 ع. 4. DOI:10.20955/r.87.487-492. مؤرشف من الأصل في 10 أبريل 2020. اطلع عليه بتاريخ أكتوبر 2020. {{استشهاد بدورية محكمة}}: تحقق من التاريخ في: |تاريخ الوصول= (مساعدة)
14. ↑  John F. (John Fanning) (1850–1860). Annals of Philadelphia and Pennsylvania, in the olden time; being a collection of memoirs, anecdotes, and incidents of the city and its inhabitants, and of the earliest settlements of the inland part of Pennsylvania, from the days of the founders ... Embellished with engravings. [Philadelphia] The author. مؤرشف من الأصل في 2015-02-06.{{استشهاد بكتاب}}:  صيانة الاستشهاد: تنسيق التاريخ (link)
15. ↑  (Georges 1995)
16. ↑  (Josephson-Storm 2017)
17. 1 2 3 4  (Bronner 1986)
18. ↑  (Dundes 2005)
19. ↑  (Bauman 1972)
20. ↑  (Baumann 1975)
21. ↑  (Kirshenblatt-Gimblett 1999)
22. ↑  (Baumann 1971)
23. ↑  (Toelken 1996)
24. ↑  "Mission and History". مؤرشف من الأصل في 2018-12-06.

## روابط خارجية
- دليل لإجراء البحوث الإثنوغرافية